# بلندی‌های ایسلند

بلندی‌های ایسلند

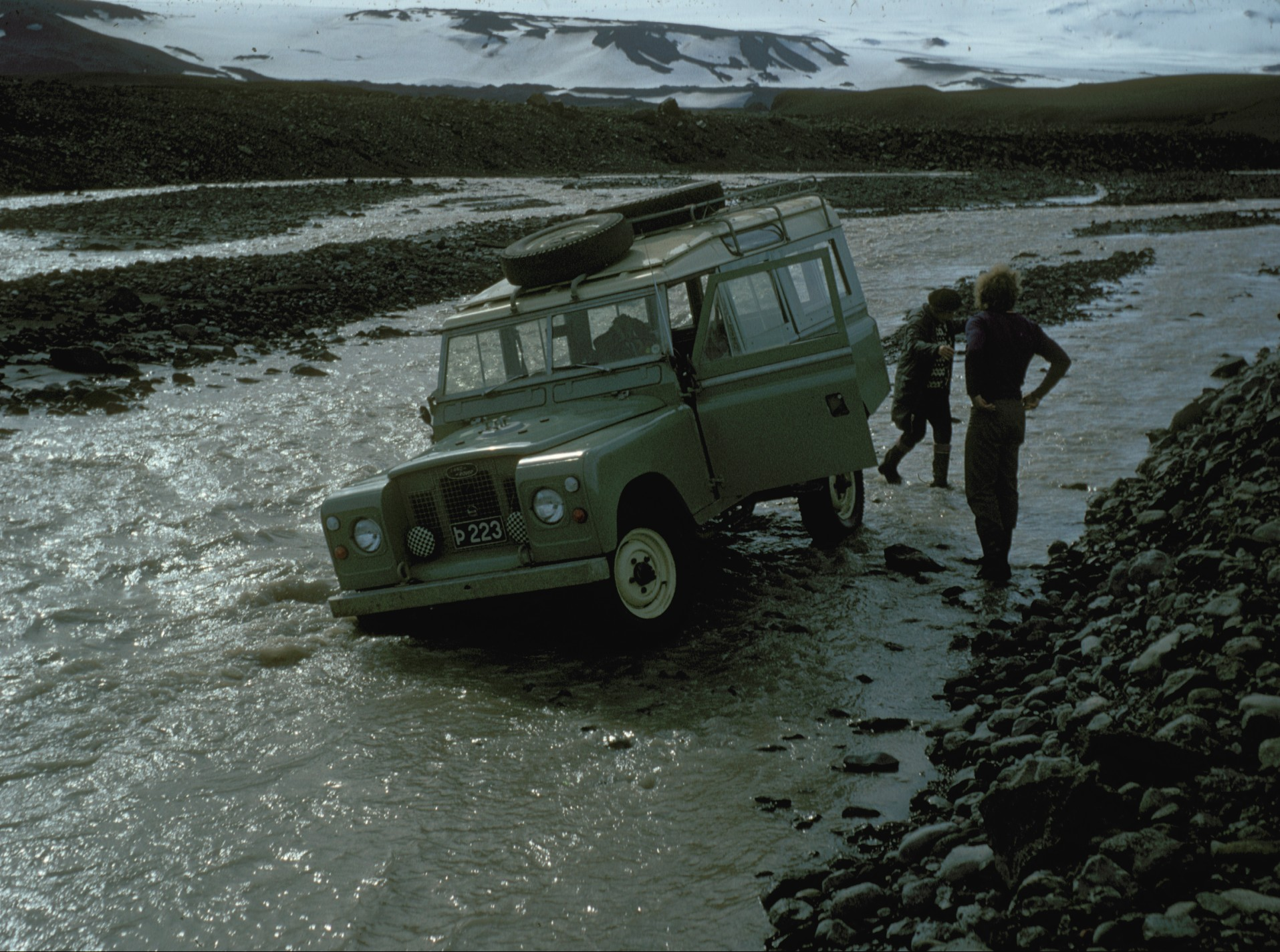
خودروی گیر کرده در رودخانهٔ بلندی‌های ایسلند

بلندی‌های ایسلند که بیشتر بخش داخلی ایسلند را در بر می‌گیرد، در ارتفاع ۴۰۰ تا ۵۰۰ متری سطح دریا جای دارد و بیشتر بخش‌های آن از بیابان‌های آتشفشانی ساخته شده است. از آنجایی که آب بدست آمده از بارندگی‌های این منطقه به سرعت در زمین نفوذ می‌کند و برای رشد گیاهان در دسترس قرار نمی‌گیرد، سطح زمین معمولاً از خاک، گدازه و خاکسترهای آتشفشانی خاکستری، سیاه یا قهوه‌ای رنگ پوشیده شده است. تنها برخی از واحه‌های این منطقه دارای رود اند.
بیشتر یخچال‌های طبیعی هم بخشی از بلندی‌های ایسلند دانسته می‌شوند. پوشش گیاهی تنها در ساحل رودخانه‌های یخچال‌ها دیده می‌شود که البته پیرامون این منطقه در خطر طغیان آب رود قرار دارد.

## راه‌ها
راه‌های این بلندی‌ها تنها در تابستان قابل عبورند (از ژوئن تا اوت) در دیگر روزهای سال، راه‌ها بسته‌اند. برای عبور از این راه‌ها حتماً باید خودروی چهارچرخ داشت چون در جاهایی نیاز است که از عرض رودخانه رد شد.